# Halowe Mistrzostwa Europy w Lekkoatletyce 1985 – skok wzwyż mężczyzn
Skok wzwyż mężczyzn – jedna z konkurencji technicznych rozgrywanych podczas halowych lekkoatletycznych mistrzostw Europy w hali Stadion Pokoju i Przyjaźni w Pireusie. Rozegrano od razu finał 2 marca 1985. Zwyciężył reprezentant Szwecji Patrik Sjöberg. Tytułu zdobytego na poprzednich mistrzostwach nie bronił Dietmar Mögenburg z Republiki Federalnej Niemiec.

## Rezultaty

### Finał
Wystąpiło 11 skoczków.

Opracowano na podstawie materiału źródłowego.
| Miejsce | Zawodnik            | Wynik |
| ------- | ------------------- | ----- |
| 1       | Patrik Sjöberg      | 2,35  |
| 2       | Ołeksandr Kotowycz  | 2,30  |
| 3       | Dariusz Biczysko    | 2,30  |
| 4       | Eddy Annys          | 2,24  |
| 4       | Hennadij Awdiejenko | 2,24  |
| 6       | Dariusz Zielke      | 2,24  |
| 7       | Giampiero Palomba   | 2,20  |
| 7       | Ján Zvara           | 2,20  |
| 9       | Milan Machotka      | 2,20  |
| 10      | Raymond Conzemius   | 2,15  |
| 10      | Bengt-Göran Enström | 2,15  |